# Triple Play 99
A Triple Play 99 baseball-videójáték, melyet az EA Canada fejlesztett és az EA Sports jelentetett meg. A játék 1998. február 28-án jelent meg PlayStation, illetve 1998. március 26-án Microsoft Windows platformokra. A játék az 1998-as Major League Baseball-szezont dolgozza fel, a játékosok statisztikája az 1997-es szezon utáni állapotokat tükrözi.
A játék borítóján Alex Rodriguez Seattle Mariners-beálló szerepel.

## Fejlesztés
A játékhoz a Major League Baseball- és a Major League Baseball Players Assocation-licencet is megváltották, így abban mind a harminc csapat, illetve azok játékosai is a valós nevükön szerepelnek. A játékban szerepel az 1998-as szezon két új csapata, az Arizona Diamondbacks és a Tampa Bay Devil Rays, illetve azok stadionjai, a Bank One Ballpark és a Tropicana Field is, azonban a Seattle Mariners egyik stadionja, a Kingdome nem kapott helyet, holott azt a csapat a következő szezonban is használta még 39 mérkőzés erejéig.
A 99 a sorozat első tagja, amelyben a játékosok véletlenül egymásba szaladhatnak a védőjátékok során, vagy akár teljesen váratlanul is lesérülhetnek. A játék újdonságaihoz tartozik többek között a karrier- és vezetőedzőmód, illetve egy kizárólag a támadójátékokra összpontosító játékmód, a ligaszintű draft, a 3D gyorsítókártyák támogatása, az ütőjátékok során használható belsőnézetű kameraállás, az új hangmotor, számos új animáció, illetve több új hangkommentátor-sor.

## Fogadtatás
| Összegzőoldal | Értékelés | Értékelés |
| Összegzőoldal | PC        | PS        |
| ------------- | --------- | --------- |
| GameRankings  | 76%       | 70%       |

| Szerző          | Értékelés | Értékelés |
| Szerző          | PC        | PS        |
| --------------- | --------- | --------- |
| AllGame         | [ 6 ]     | [ 7 ]     |
| CNET Gamecenter | 9/10      | N/A       |
| CGW             | [ 9 ]     | N/A       |
| EGM             | N/A       | 6,625/10  |
| Famicú          | N/A       | 19/40     |
| Game Informer   | N/A       | 8,5/10    |
| GameFan         | N/A       | 88%       |
| GamePro         | N/A       | [ 14 ]    |
| GameRevolution  | N/A       | B         |
| GameSpot        | 8,3/10    | 7,2/10    |
| IGN             | 5/10      | 7/10      |
| OPM (US)        | N/A       | [ 20 ]    |
| PC Gamer (US)   | 63%       | N/A       |

A játék Windows-verziója kedvező, míg a PlayStation-kiadása átlagos kritikai fogadtatásban részesült a GameRankings kritikaösszegző weboldal adatai szerint. Az IGN szerkesztője 7/10-es pontszámmal értékelte a játék PlayStation-verzióját, dicsérve a grafikát, az új kameraállásokat és a hangkommentárt, azonban a játékmenetet már negatívumként emelte ki. Összegzésként megjegyezte, hogy „Nincs kétség afelől, hogy a Triple Play 99 az egyik legjobban kinéző baseballjáték a piacon. Ennek ellenére a mély játékmenet hiánya kissé feleslegessé teszi a TP99-et.” A weboldal a Windows-kiadással már kevésbé volt elégedett, 5/10-es pontszámot adott rá, pozitívumként megjelölve a grafikát, az animációkat és a hangzást, illetve negatívumként kiemelve a felhasználói felületet és a mesterséges intelligenciát. Összegzésként megjegyezte, hogy „A Triple Play 99 hatalmas előrelépés a sorozat korábbi játéktermi stílusú gyerekjátékaihoz képest. A játék sikeresen hozzáadta a sorozathoz az igencsak szükséges mélységet és komplexitást, anélkül, hogy vesztett volna a csodás megjelenéséből és szórakoztatásából. Azonban ez a mélység és rugalmasság még mindig kevés a baseballőrültek öröméhez.” A GameSpot szerkesztője 8,3/10 pontot adott a Windows-változatra, dicsérve a grafikát, a hangkommentárt, illetve negatívumként felróva az irányítást, a felhasználói felületet, illetve a számtalan bugot. Összegzéseként megjegyezte, hogy „A vödörnyi bug ellenére a Triple Play 99 jobb játék lett tavaly óta, amikor vitathatatlanul a legjobb baseballjáték volt a piacon. A TP 99 kemény konkurenciára fog találni a HardBall 6 és a Microsoft bemutatkozó baseballcíme képében, azonban úgy fest, hogy elég jól helyt fog állni. Néhány hibajavítással a TP 99 ismételt bajnok lehet.”

## Fordítás
- Ez a szócikk részben vagy egészben  a   Triple Play 99 című angol Wikipédia-szócikk ezen változatának fordításán alapul.  Az eredeti cikk szerkesztőit annak laptörténete sorolja fel. Ez a jelzés csupán a megfogalmazás eredetét és a szerzői jogokat jelzi, nem szolgál a cikkben szereplő információk forrásmegjelöléseként.